# 4 (Slash)
4 è il quinto album in studio del chitarrista statunitense Slash, pubblicato l'11 febbraio 2022 dalla BMG e dalla Gibson Records.

## Descrizione
Il disco rappresenta la quarta pubblicazione di Slash insieme al cantante Myles Kennedy e al gruppo The Conspirators (da qui il titolo) e si compone di dieci brani, tra cui il singolo The River Is Rising, reso disponibile il 22 ottobre 2021.

## Tracce
Testi e musiche di Slash e Myles Kennedy.
1. The River Is Rising – 3:42
2. Whatever Gets You By – 3:40
3. C'est la vie – 4:38
4. The Path Less Followed – 3:40
5. Actions Speak Louder Than Words – 4:01
6. Spirit Love – 4:15
7. Fill My World – 5:28
8. April Fool – 4:33
9. Call Off the Dogs – 3:15
10. Fall Back to Earth – 6:23

Live Rehearsal 5.28.21 – MC bonus nell'edizione deluxe
- Lato A

1. You're a Lie – 3:49
2. World on Fire – 5:40

- Lato B

1. Driving Rain – 4:19
2. Anastasia – 7:38

## Formazione
- Slash – chitarra
- Myles Kennedy – voce
- Todd Kerns – basso, voce
- Brent Fitz – batteria, percussioni, pianoforte elettrico
- Frank Sidoris – chitarra